# 2025 na literatura
Este artigo contém informações sobre os eventos literários e publicações de 2025.

## Aniversários
- 14 de janeiro – Yukio Mishima nasceu em 1925 (100.º aniversário).
- 18 de janeiro – Gilles Deleuze nasceu em 1925 (100.º aniversário).
- 20 de janeiro – Ernesto Cardenal nasceu em 1925 (100.º aniversário).
- 20 de janeiro – Eugen Gomringer nasceu em 1925 (100.º aniversário).
- 1 de fevereiro – Alfred Grosser nasceu em 1925 (100.º aniversário).
- 4 de fevereiro – Russell Hoban nasceu em 1925 (100.º aniversário).
- 6 de fevereiro – Pramoedya Ananta Toer nasceu em 1925 (100.º aniversário).
- 22 de fevereiro – Edward Gorey nasceu em 1925 (100.º aniversário).
- 24 de fevereiro – Etel Adnan nasceu em 1925 (100.º aniversário).
- 10 de março – Manolis Anagnostakis nasceu em 1925 (100.º aniversário).
- 12 de março – Harry Harrison nasceu em 1925 (100.º aniversário).
- 21 de março – Peter Brook nasceu em 1925 (100.º aniversário).
- 25 de março – Flannery O'Connor nasceu em 1925 (100.º aniversário).
- 11 de maio – Rubem Fonseca nasceu em 1925 (100.º aniversário).
- 27 de maio – Jean-Paul Aron nasceu em 1925 (100.º aniversário).
- 27 de maio – Tony Hillerman nasceu em 1925 (100.º aniversário).
- 10 de junho – James Salter nasceu em 1925 (100.º aniversário).
- 30 de junho – Philippe Jaccottet nasceu em 1925 (100.º aniversário).
- 19 de julho – Jean-Pierre Faye nasceu em 1925 (100.º aniversário).
- 20 de julho – Frantz Fanon nasceu em 1925 (100.º aniversário).
- 26 de julho – Ana María Matute nasceu em 1925 (100.º aniversário).
- 1 de agosto – Ernst Jandl nasceu em 1925 (100.º aniversário).
- 6 de setembro – Andrea Camilleri nasceu em 1925 (100.º aniversário).
- 3 de outubro – Gore Vidal nasceu em 1925 (100.º aniversário).

## Livros novos
As datas que seguem cada título referem-se à publicação nos Estados Unidos, exceto quando indicado o contrário.

### Ficção
| Autor                    | Título                                                  | Data da pub.   | Ref.   |
| ------------------------ | ------------------------------------------------------- | -------------- | ------ |
| Aria Aber                | Good Girl                                               | 14 de janeiro  | [ 1 ]  |
| Chimamanda Ngozi Adichie | Dream Count                                             | 4 de março     | [ 2 ]  |
| Amal El-Mohtar           | The River Has Roots                                     | 4 de março     | [ 3 ]  |
| David Szalay             | Flesh                                                   | 11 de março    | [ 4 ]  |
| Suzanne Collins          | Sunrise on the Reaping                                  | 18 de maço     | [ 5 ]  |
| Abdulrazak Gurnah        | Theft                                                   | 18 de maço     | [ 6 ]  |
| Ben Okri                 | Madame Sosostris and the Festival for the Brokenhearted | 18 de maço     | [ 7 ]  |
| John Scalzi              | When the Moon Hits Your Eye                             | 25 de março    | [ 8 ]  |
| Lindsey Davis            | There Will Be Bodies                                    | 3 de abril     | [ 9 ]  |
| Katie Kitamura           | Audition                                                | 8 de abril     | [ 10 ] |
| Isabel Allende           | My Name Is Emilia Del Valle                             | 6 de maio      | [ 11 ] |
| Ocean Vuong              | The Emperor of Gladness                                 | 13 de maio     | [ 12 ] |
| Jessie Elland            | The Ladie Upstairs                                      | 22 de maio     | [ 13 ] |
| Stephen King             | Never Flinch                                            | 27 de maio     | [ 14 ] |
| Ian McEwan               | What We Can Know                                        | 18 de setembro | [ 15 ] |

### Infantojuvenil
| Autor | Título | Data da pub. | Ref. |
| ----- | ------ | ------------ | ---- |

### Poesias
| Autor         | Título               | Data da pub. | Ref. |
| ------------- | -------------------- | ------------ | ---- |
| Robbie Coburn | The Foal in the Wire | May 28       |      |

### Não-ficções
| Autor | Título | Data de pub. | Ref. |
| ----- | ------ | ------------ | ---- |

### Biografias e memórias
| Autor | Título | Data de pub. | Ref. |
| ----- | ------ | ------------ | ---- |

## Mortes
| Indivíduo                | Contexto | Data do óbito           | Idade | Causa da morte               | Ref.   |
| ------------------------ | --- | ----------------------- | ----- | ---------------------------- | ------ |
| David Lodge              | Autor e crítico britânico (Small World: An Academic Romance, Changing Places, The Picturegoers)                   | 1 de janeiro de 2025    | 89    |                              | [ 16 ] |
| Joseph Monninger         | Romancista e acadêmico americano (The Letters)                                                                    | 1 de janeiro de 2025    | 71    | Câncer de pulmão             | [ 17 ] |
| Tidiane Diakité          | Historiador e acadêmico francês nascido no Mali                                                                   | 2 de janeiro de 2025    | 80    |                              | [ 18 ] |
| Noreen Riols             | Romancista e ensaísta britânico                                                                                   | 2 de janeiro de 2025    | 98    |                              | [ 19 ] |
| Howard Buten             | Autor e palhaço americano                                                                                         | 3 de janeiro de 2025    | 74    |                              | [ 20 ] |
| Andrew Pyper             | Romancista canadense                                                                                              | 3 de janeiro de 2025    | 56    | Câncer                       | [ 21 ] |
| Peter Schaap             | Cantor-compositor e autor holandês                                                                                | 3 de janeiro de 2025    | 78    |                              | [ 22 ] |
| José Claer               | Romancista e poeta canadense                                                                                      | 4 de janeiro de 2025    | 61    |                              | [ 23 ] |
| Richard Foreman          | Dramaturgo americano (Rhoda in Potatoland)                                                                        | 4 de janeiro de 2025    | 87    | Pneumonia                    | [ 24 ] |
| Na D'Souza               | Romancista indiano e escritor de contos                                                                           | 5 de janeiro de 2025    | 87    |                              | [ 25 ] |
| Lee Hoesung              | Romancista japonês-sul coreano                                                                                    | 5 de janeiro de 2025    | 89    |                              | [ 26 ] |
| František Šmahel         | Historiador e académico checo                                                                                     | 5 de janeiro de 2025    | 90    |                              | [ 27 ] |
| Henry Beissel            | Poeta, dramaturgo e editor canadense                                                                              | 9 de janeiro de 2025    | 95    |                              | [ 28 ] |
| Mukhtar Magauin          | Escritor, tradutor e publicitário do Cazaquistão                                                                  | 9 de janeiro de 2025    | 84    |                              | [ 29 ] |
| Stephan Krasovitsky      | Poeta, tradutor e sacerdote russo                                                                                 | 10 de janeiro de 2025   | 89    |                              | [ 30 ] |
| Keith Dewhurst           | Dramaturgo e roteirista inglês                                                                                    | 11 de janeiro de 2025   | 93    |                              | [ 31 ] |
| Paul Benacerraf          | Filósofo franco-americano                                                                                         | 13 de janeiro de 2025   | 94    |                              | [ 32 ] |
| André Sollie             | Autor e ilustrador belga                                                                                          | 13 de janeiro de 2025   | 77    |                              | [ 33 ] |
| Kjell Gjerseth           | Romancista e jornalista norueguês                                                                                 | 14 de janeiro de 2025   | 78    |                              | [ 34 ] |
| Li Kuei-hsien            | Poeta e tradutor taiwanês                                                                                         | 15 de janeiro de 2025   | 87    |                              | [ 35 ] |
| Geneviève Callerot       | Romancista francês e combatente da resistência                                                                    | 16 de janeiro de 2025   | 108   |                              | [ 36 ] |
| Howard Andrew Jones      | Autor e editor americano                                                                                          | 16 de janeiro de 2025   | 56    | Tumor cerebral               | [ 37 ] |
| Ridley Wills II          | Autor e historiador americano                                                                                     | 16 de janeiro de 2025   | 90    |                              | [ 38 ] |
| Jules Feiffer            | Cartunista americano, dramaturgo (Knock Knock), e roteirista (Popeye, Munro), vencedor do Prêmio Pulitzer de 1986 | 17 de janeiro de 2025   | 95    | Insuficiência cardíaca       | [ 39 ] |
| Kulanthai Shanmugalingam | Dramaturgo do Sri Lanka                                                                                           | 17 de janeiro de 2025   | 93    |                              | [ 40 ] |
| Don Cupitt               | Filósofo inglês                                                                                                   | 18 de janeiro de 2025   | 90    |                              | [ 41 ] |
| Jalal Matini             | Escritor e estudioso iraniano                                                                                     | 19 de janeiro de 2025   | 96    |                              | [ 42 ] |
| Michael Longley          | Poeta da Irlanda do Norte (The Weather in Japan)                                                                  | 22 de janeiro de 2025   | 85    | Complicações de uma cirurgia | [ 43 ] |
| Tabish Mehdi             | Indian poet and literary critic                                                                                   | 22 de janeiro de 2025   | 73    |                              | [ 44 ] |
| Esther Jansma            | Escritor e poeta holandês                                                                                         | 23 de janeiro de 2025   | 66    | Câncer                       | [ 45 ] |
| Joseph A. Amato          | Historiador e escritor americano                                                                                  | 24 de janeiro de 2025   | 86    |                              | [ 46 ] |
| Suzanne Massie           | Historiador e acadêmico americano                                                                                 | 26 de janeiro de 2025   | 94    |                              | [ 47 ] |
| Maung Khin Min           | Escritor e linguista do Mianmar                                                                                   | 27 de janeiro de 2025   | 83    |                              | [ 48 ] |
| Marina Colasanti         | Escritora, tradutora e jornalista italiana-brasileira                                                             | 28 de janeiro de 2025   | 87    |                              | [ 49 ] |
| Mahmoud Saeed            | Escritor americano de romances e contos nascido no Iraque                                                         | 28 de janeiro de 2025   | 86    |                              | [ 50 ] |
| Tom Robbins              | Romancista americano                                                                                              | 9 de fevereiro de 2025  | 92    |                              | [ 51 ] |
| Antonine Maillet         | Romancista e dramaturgo canadense                                                                                 | 17 de fevereiro de 2025 | 95    |                              | [ 52 ] |
| Joseph Wambaugh          | Romancista americano                                                                                              | 28 de fevereiro de 2025 | 88    | Câncer de esôfago            | [ 53 ] |
| Denise Boucher           | Poeta e dramaturgo canadense                                                                                      | 18 de março de 2025     | 89    |                              | [ 54 ] |
| Mario Vargas Llosa       | Romancista peruano, ganhador do Prêmio Nobel (2010)                                                               | 13 de abril de 2025     | 89    |                              | [ 55 ] |
| Judith Copithorne        | Poeta e dramaturgo canadense                                                                                      | 15 de maio de 2025      | 85    |                              | [ 56 ] |
| Edmund White             | Romancista americano                                                                                              | 3 de junho de 2025      | 85    |                              | [ 57 ] |
| Victor-Lévy Beaulieu     | Dramaturgo canadense                                                                                              | 9 de junho de 2025      | 79    |                              | [ 58 ] |
| Denys Chabot             | Romancista e jornalista canadense                                                                                 | 24 de junho de 2025     | 80    |                              | [ 59 ] |

## Prêmios
| Prêmio                                    | Categoria                                 | Autor             | Título                                | Ref.   |
| ----------------------------------------- | ----------------------------------------- | ----------------- | ------------------------------------- | ------ |
| Amazon.ca First Novel Award               | Amazon.ca First Novel Award               | Valérie Bah       | Subterrane                            | [ 60 ] |
| Carol Shields Prize for Fiction           | Carol Shields Prize for Fiction           | Canisia Lubrin    | Code Noir                             | [ 61 ] |
| Stephen Leacock Memorial Medal for Humour | Stephen Leacock Memorial Medal for Humour | Natalie Sue       | I Hope This Finds You Well            | [ 62 ] |
| Trillium Book Award                       | English Prose                             | Maurice Vellekoop | I'm So Glad We Had This Time Together | [ 63 ] |
| Trillium Book Award                       | English Poetry                            | Jake Byrne        | DADDY                                 | [ 63 ] |
| Trillium Book Award                       | French Prose                              | Aristote Kavungu  | Céline au Congo                       | [ 63 ] |
| Trillium Book Award                       | French Poetry or Children's               | Mireille Messier  | Le bonnet magique                     | [ 63 ] |

## Novos filmes e séries de TV notáveis baseados em livros
A seguir estão algumas das mais proeminentes produções de cinema e televisão previstas para estrear/transmitir durante 2025:
| Título                    | O livro em que o filme/ série de TV é baseado | Tipo  | Gênero                              | Data de publicação    | Empresa de distribuição/ rede original da transmissão |
| ------------------------- | --------------------------------------------- | ----- | ----------------------------------- | --------------------- | ----------------------------------------------------- |
| "Dog Man"                 | "Dog Man" by Dav Pilkey                       | Filme | Filme de super-herói, comédia       | 15 de janeiro, 2025   | Universal Pictures                                    |
| "O Macaco"                | "O Macaco" by Stephen King                    | Filme | Comédia, terror                     | 21 de fevereiro 2025  | Neon                                                  |
| "Mickey 17"               | "Mickey7" by Edward Ashton                    | Filme | Ficção científica                   | 7 de março de 2025    | Warner Bros.                                          |
| "Snow White"              | "Branca de Neve" by the Brothers Grimm        | Filme | Musical, fantasia                   | 21 de março de 2025   | Walt Disney                                           |
| "The Bad Guys 2"          | "The Bad Guys" by Aaron Blabey                | Filme | Animação, filme de assalto, comédia | 1 de agosto de 2025   | Universal Pictures                                    |
| "Freakier Friday"         | "Freaky Friday" by Mary Rodgers               | Filme | Comédia de fantasia                 | 8 de agosto de 2025   | Walt Disney                                           |
| "Fear Street: Prom Queen" | "The Prom Queen" by R. L. Stine               | Filme | Terror                              | A ser determinado     | Netflix                                               |
| "The Running Man"         | "The Running Man" by Stephen King             | Filme | Ficção científica, ação             | 7 de novembro de 2025 | Paramount Pictures                                    |